# Kiss the Dirt (Falling Down the Mountain)
Kiss the Dirt (Falling Down the Mountain) es el decimoséptimo disco sencillo del grupo australiano de rock INXS, el tercero desprendido de su quinto álbum de estudio Listen Like Thieves, y fue publicado en marzo de 1986. La canción fue escrita por Andrew Farriss y Michael Hutchence, y producida por Chris Thomas. El sencillo llegó al puesto 15 en las Listas musicales de Australia y al 54 en Reino Unido. Sin embargo, no logró entrar en las listas de Estados Unidos.
En el año 2002, "Kiss the Dirt (Falling Down the Mountain)", fue incluida en la banda sonora del popular videojuego de acción Grand Theft Auto: Vice City en su estación de radio Flash FM.
El video musical muestra a la banda tocando en un lago salado en las llanuras lunares de Coober Pedy, en la Australia Meridional. La banda voló directamente desde los Estados Unidos a este lugar y filmó el clip durante la noche, y luego voló de regreso a los Estados Unidos. Fue dirigido por Alex Proyas, director de la mítica película The Crow entre otras.

## Formatos[3]
En disco de vinilo de 7"
7 pulgadas. 1986 WEA 7-258735 . 1986 Mercury Records 884 984-7  /  /  / . 1986 Atlantic Records 7-89418 
| Lado A |                                             |                                    |          |  |
| N.º    | Título                                      | Escritor(es)                       | Duración |  |
| 1.     | «Kiss the Dirt (Falling Down the Mountain)» | Andrew Farriss y Michael Hutchence | 3:52     |  |

| Lado B |                        |                                    |          |  |
| N.º    | Título                 | Escritor(es)                       | Duración |  |
| 1.     | «Six Knots»            | Kirk Pengilly                      | 0:51     |  |
| 2.     | «The One Thing» (Live) | Andrew Farriss y Michael Hutchence | 3:15     |  |

7 pulgadas. 1986 WEA P-2171 
| Lado A |                                             |                                    |          |  |
| N.º    | Título                                      | Escritor(es)                       | Duración |  |
| 1.     | «Kiss the Dirt (Falling Down the Mountain)» | Andrew Farriss y Michael Hutchence | 3:52     |  |

| Lado B |            |               |          |  |
| N.º    | Título     | Escritor(es)  | Duración |  |
| 1.     | «Begotten» | Kirk Pengilly | 3:08     |  |

En disco de vinilo de 12"
12 pulgadas 1986 Mercury Records 884 984-1  /  / 
| Lado A |                                             |                                    |          |  |
| N.º    | Título                                      | Escritor(es)                       | Duración |  |
| 1.     | «Kiss the Dirt (Falling Down the Mountain)» | Andrew Farriss y Michael Hutchence | 3:52     |  |
| 2.     | «Six Knots»                                 | Kirk Pengilly                      | 0:51     |  |

| Lado B |                        |                                    |          |  |
| N.º    | Título                 | Escritor(es)                       | Duración |  |
| 1.     | «The One Thing» (Live) | Andrew Farriss y Michael Hutchence | 3:15     |  |
| 2.     | «Spy of Love»          | Tim Farriss y Michael Hutchence    | 3:58     |  |